# Lovro Zvonarek
Lovro Zvonarek, né le 8 mai 2005 à Čakovec en Croatie, est un footballeur croate qui évolue au poste de milieu offensif au Grasshopper Zurich, en prêt du Bayern Munich.

## Biographie

### En club
Né à Čakovec en Croatie, Lovro Zvonarek est notamment formé par le NK Slaven Belupo. Lors de l'été 2022 il rejoint le Bayern Munich.
Zvonarek joue son premier match avec l'équipe première du Bayern Munich le 27 janvier 2024, lors d'une rencontre de championnat face au FC Augsbourg. Il entre en jeu à la place d'Aleksandar Pavlović et son équipe s'impose par trois buts à deux.
Le 4 juillet 2024, il est prêté pour une saison au Sturm Graz pour une saison.
Le 19 septembre 2024, il joue son premier match en Ligue des Champions en entrant en jeu face au Stade brestois 29.

### En sélection
Lovro Zvonarek représente l'équipe de Croatie des moins de 17 ans, pour un total de trois matchs joués, tous en 2021.
Lovro Zvonarek joue son premier match avec l'équipe de Croatie espoirs le 16 novembre 2023, lors d'un match amical contre la Slovaquie. Il entre en jeu et les deux équipes se neutralisent (2-2 score final).
Il marque son premier but avec les espoirs contre lors d'un match amical la Thaïlande, le 25 mars 2025. Il est buteur après son entrée en jeu et permet à son équipe de s'imposer (1-3 score final).